# ヴェルナー・フォン・ヘフテン

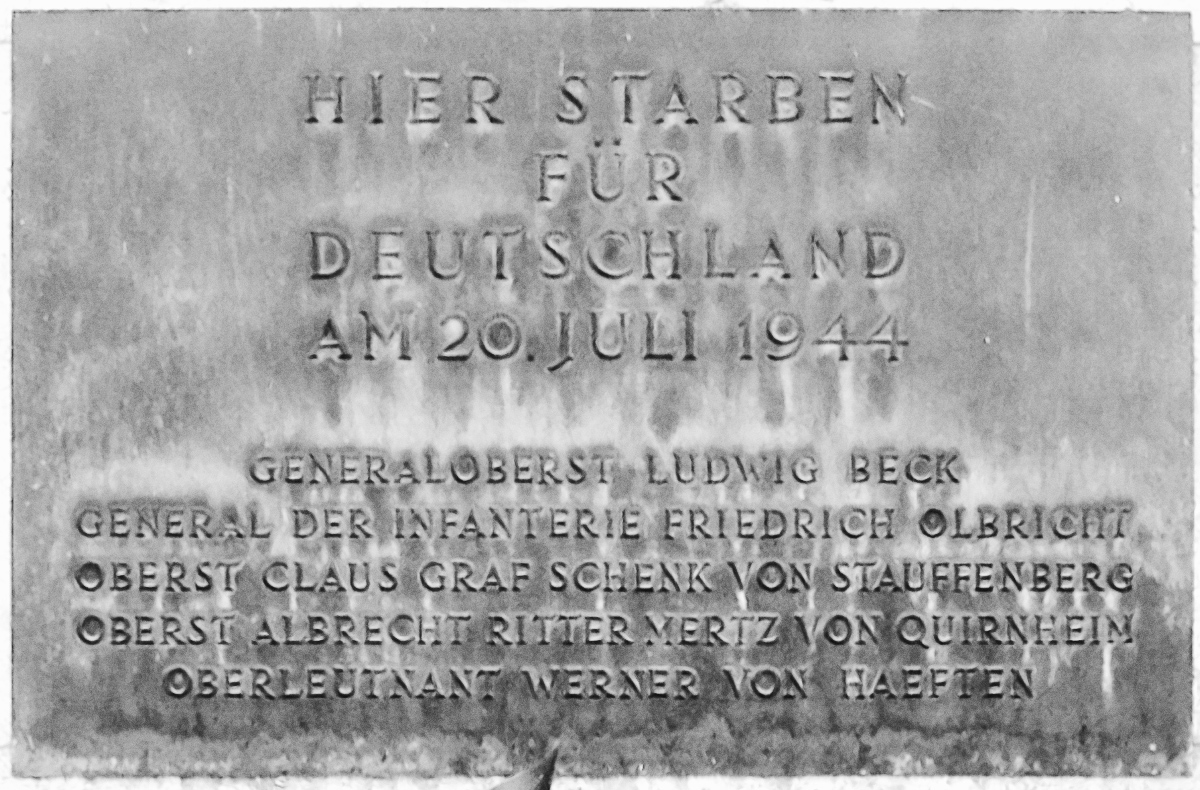
刑場跡の石碑。フォン・ヘフテンの名も刻まれている。

ヴェルナー・カール・フォン・ヘフテン（Werner Karl von Haeften、1908年10月9日 - 1944年7月21日）は、ドイツの軍人。最終階級は陸軍中尉。1944年7月20日のヒトラー暗殺計画に参加し処刑された。

## 経歴
フォン・ヘフテンは、陸軍将校および国立文書館館長のハンス・フォン・ヘフテンの息子としてベルリンで生まれた。兄弟は兄ハンスの他、姉がいた。アビトゥーア合格後にベルリン大学で法学を学び、ハンブルクの銀行にインハウスローヤーとして務める。
第二次世界大戦が始まると予備役中尉としてドイツ陸軍に応召した。1942年冬に東部戦線で重傷を負い、回復した後に反ヒトラー活動をしている国内予備軍のクラウス・フォン・シュタウフェンベルク大佐の副官となった。
1944年7月20日にフォン・ヘフテンは総統大本営「ヴォルフスシャンツェ」へと向かうフォン・シュタウフェンベルクに同行した。彼はヒトラーの作戦会議室に爆弾を仕掛け、爆発させることに成功した。事件後、彼らはヒトラー政権転覆計画を成就させるためにベルリンに戻るが、ヒトラーが爆発から生き延びたことを知らなかった。
彼らはベルリンのベンドラー街の国内予備軍司令部に戻り、反乱鎮定計画「ヴァルキューレ作戦」を利用したクーデターを行うが、ヒトラーの生存が伝えられたために失敗した。同日深夜、フォン・ヘフテン中尉はフォン・シュタウフェンベルク大佐および共謀者のフリードリヒ・オルブリヒト将軍、アルブレヒト・メルツ・フォン・クイルンハイム大佐と共に、国内予備軍司令官フリードリヒ・フロム将軍によって逮捕された。彼らは即決の軍法会議で死刑の判決を受け、7月21日に国内予備軍司令部の中庭で銃殺刑に処された。銃殺の順番がフォン・シュタウフェンベルクに回ってきた際、彼の前に庇うようにして立ちふさがり、先に射殺されたという。ヘフテンらの遺体は制服と勲章を着けたままベルリン市内の教会に埋葬されたが、翌日ハインリヒ・ヒムラーの命により遺体は掘り起こされ、制服と勲章を剥奪された上で焼却され遺灰は野に撒かれた。兄ハンスも計画に加担したとして7月23日に逮捕され、8月15日にプロツェンゼー刑務所で絞首刑に処された。
戦後の1957年、ベルリン・シャルロッテンブルク北区で、フォン・ヘフテン兄弟を顕彰して大通りの一つにその名が冠された。